# 虹を掴む男 (映画)
『虹を掴む男』（にじをつかむおとこ、The Secret Life of Walter Mitty）は、1947年のアメリカ合衆国のファンタジー・コメディ映画。監督はノーマン・Z・マクロード、出演はダニー・ケイとヴァージニア・メイヨなど。原作はユーモア作家ジェームズ・サーバーの短編小説『ウォルター・ミティの秘密の生活』で、原作は非常に短い短編であり、映画はオリジナルストーリーを展開している。
2013年にベン・スティラー監督・主演で『LIFE!』としてリメイクされている。

## ストーリー
主人公のウォルター・ミティ（演:ダニー・ケイ）はニュージャージー州パースアンボイ出身の取るに足らない男である。彼は、過干渉な自身の母親、威圧的で人の手柄を横取りする上司のブルース・ピアース、頭の弱い婚約者のガートルード・グリスウォルド、ガートルードの男友達のタビー・ワズワース、ガートルードの母親で口うるさいグリスウォルド夫人など、彼の人生に関わる全ての人から尻に敷かれ、嫌がらせを受けている。
彼は、ピアース出版社の編集者として毎日読んでいるパルプ雑誌を元にして、刺激的で現実ではあり得ない生活を妄想することで、それらから逃避していた。しかし、彼の夢は、より多くの問題を引き寄せていた。あるシーンでは、暖房用のボイラーに火をつけている間に、イギリス空軍の戦闘機パイロットになる夢を見ていた。母親から夕食に呼ばれて、この白昼夢から目覚めさせられた。彼はまだ戦闘機パイロットであるつもりのままで敬礼して、腕の下に赤熱した火かきを挟んでしまい、背広に穴を空けてしまった。
彼が謎の女性、ロザリンド・ヴァン・ホーン（演:ヴァージニア・メイヨ）と出会ったことで、事態はさらに複雑になる。ロザリンドは叔父のピーター・ヴァン・ホーンと共に、第二次世界大戦中にナチスから隠されたオランダの王冠の宝石を探していた。ウォルターは信じられないような現実世界での冒険に巻き込まれ、平凡な家族や友人から二重生活を隠そうとする。やがて彼は、自分の周辺の人たちに立ち向かう勇気を得る。

## キャスト
※括弧内は日本語吹替
- ウォルター・ミティ: ダニー・ケイ（柳沢真一） - ピアース出版の校正係。
- ロザリンド・ヴァン・ホーン: ヴァージニア・メイヨ（富永美沙子） - ウォルターの夢に現れた美女。
- ホリングスヘッド博士: ボリス・カーロフ（大木民夫） - ウォルターを殺しに来た不気味な男。
- ミティ夫人: フェイ・ベインター（七尾伶子） - ウォルターの過干渉な母親。
- ガートルード・グリスウォルド: アン・ラザフォード（英語版）（此島愛子） - ウォルターの婚約者。
- ブルース・ピアース: サーストン・ホール（英語版）（河村弘二） - ウォルターの会社の社長。
- タビー・ワズワース: ゴードン・ジョーンズ（英語版） - ガートルードの男友達。
- グリスウォルド夫人: フローレンス・ベイツ（英語版） - ガートルードの母親。
- ピーター・ヴァン・ホーン: コンスタンティン・シャイン（英語版） - ロザリンドの叔父。
- 大佐: レジナルド・デニー
  - テレビ放送：NHK「劇映画」 1972年9月10日

## 作品の評価
Rotten Tomatoesによれば、6件の評論のうち高評価は83%にあたる5件で、平均して10点満点中6.83点を得ている。